# Aminta Meléndez
Aminta Meléndez (Colón, Panamá; 7 de febrero de 1886 - Ibidem, 29 de abril de 1979) fue una prócer del movimiento separatista de Panamá de Colombia de 1903, considerada el "alma de los movimientos de Colón" y "correo de gabinete" por su labor de mensajería entre los grupos separatistas de Ciudad de Panamá y ciudad de Colón con tan solo diecisiete años.  Confeccionó junto a Inés Andrión las primeras banderas de la República de Panamá en Colón.

## Biografía
Hija de Porfirio Meléndez, prócer y primer gobernador de la Provincia de Colón y Guadalupe Pintado de Meléndez, hizo sus estudios primarios en la Escuela San Felipe.  Fue secretaria de Juan Demóstenes Arosemena y miembro del Club Interamericano de Mujeres, la Asociación de las Hijas Católicas de la Medalla Milagrosa y la Asociación del Rosario, entre otras organizaciones religiosas.

## Participación en gesta separatista de Panamá
El 3 de noviembre de 1903, mientras en Ciudad de Panamá se vivía en un ambiente de efervescencia y alegría por la gesta separatista, desembarcó en ciudad de colón el  buque Cartagena con los generales Juan Tovar y Ramón Amaya, quienes se dirigieron a Ciudad de Panamá y fueron capturados por la junta separatista.  Más tarde ese día, el Batallón de Tiradores de Colombia llega con quinientos combatientes a bordo del buque SS Alexandre Bixio a órdenes del Coronel Eliseo Torres, quien amenazó con represalias a los panameños si no se liberaba a los generales colombianos.  Ante esta situación, Aminta Meléndez fue enviada por su padre en tren de Colón a Panamá para entregar una carta personal a Manuel Amador Guerrero o José Agustín Arango, donde solicitaba con urgencia el envío del general Herbert Jeffries para que realizara la captura del barco Cartagena.  Aminta llegó a la Ciudad de Panamá y entregó la carta a José Agustín Arango. Su condición de mujer y adolescente permitió que pasara desapercibida en esta arriesgada misión.  Aminta regresó a la ciudad de Colón el 4 de noviembre acompañada por Carlos Clement, enviado para apoyar a su padre en los afanes separatistas.

## Fallecimiento
Aminta Meléndez murió en ciudad de Colón el 29 de abril de 1979. Fue sepultada con honores en la ciudad de Colón. Organizaciones como la Zona Libre de Colón, la escuela Porfirio Meléndez y el Club Interamericano de Mujeres de Colón, entre otras, emitieron resoluciones lamentando su fallecimiento.  El Consejo Municipal de Colón emitió el 30 de abril de 1979 la Resolución n.º 101-30-10
"Por medio de la cual se lamenta el sensible fallecimiento de la Señorita Aminta Meléndez, prócer de nuestra independencia"
Sus restos se encuentran en el cementerio Mount Hope, al lado de los de la profesora Felicia Santizo.

## Condecoraciones
- En 1944 fue declarada Hija Meritoria de Colón por el Consejo Municipal del Distrito de Colón.[9]
- En octubre de 1952 recibió del presidente José Antonio Remón Cantera la orden Vasco Núñez de Balboa en el grado de la Gran Cruz.[10]
- En 1979 el presidente Aristides Royo, asigna el nombre de Aminta Meléndez al Centro de Salud del sector No. 4, corregimiento de Cristóbal, Distrito de Colón.
- Le fue otorgada la medalla PRO ECLASIA ET PONTIFICE enviada por el Papa Pio XII